# 巴甫利夫卡 (洛佐瓦區)
48°39′22″N 36°35′54″E / 48.65611°N 36.59833°E
巴甫利夫卡（烏克蘭語：Павлівка）是位於烏克蘭東部的村莊，由哈爾科夫州洛佐瓦區的布利茲紐基市鎮負責管轄。該村處於薩馬拉河畔，始建於1775年，面積0.09平方公里，海拔高度87米，2001年人口179。